# Powstanie kreteńskie (1866–1869)
Powstanie kreteńskie (gr. Κρητική Επανάσταση του 1866) – powstanie greckich chrześcijan na wyspie przeciw Imperium Osmańskiemu w latach 1866–1869.
Kreteńczycy podnieśli bunt przeciw panowaniu osmańskiemu już w 1821, gdy na kontynencie wybuchła wojna o niepodległość Grecji, jednak w 1828 roku zostali pokonani, a powstanie stłumione. Wyspa stała się odtąd częścią Egiptu rządzonego przez Muhammada Ali, wasala Osmanów. W 1841, po nieudanym powstaniu, Kreta wróciła pod panowanie tureckie. Po kolejnym powstaniu Kreteńczycy otrzymali prawa dotyczące organizacji społecznej, ustroju i prawa.
Kolejne powstanie wybuchło wskutek łamania przez miejscowe władze przywilejów dla chrześcijan, nadanych sułtańskim dekretem (hatt-i hümayun) z lutego 1856; żądano ich przestrzegania, a wobec odmowy, już w połowie maja 1866 doszło do pierwszych rozruchów w prowincji Kydonia, gdzie do najważniejszych naczelników insurekcji należał Hadzimichalis Jannaris. 21 sierpnia 1866 zgromadzenie Kreteńczyków oficjalnie ogłosiło połączenie z macierzystą Grecją i rozpoczęły się walki. Górzysty i trudno dostępny teren wyspy sprzyjał działaniom partyzanckim i w toczonych walkach przeważały drobne starcia.
Powstańcy dość szybko opanowali znaczną część wyspy, pozostawiając w rękach tureckich trzy najważniejsze miasta północnego wybrzeża i południowe Jerapetra. Istotnym epizodem był wczesną jesienią 1866 atak silnych oddziałów tureckich (10 tysięcy żołnierzy) na dowódcze centrum insurekcji w górskiej wsi Zerbas bronione 1600 powstańców, którzy skutecznie odparli napaść Turków zadając im duże straty (700 poległych).
Rząd grecki wysłał na pomoc ochotników, rewolta zyskała też z różnych stron finansowe poparcie. W walkach potwierdzony jest udział filhellenów różnej narodowości (m.in. francuskich, serbskich, amerykańskich).
W listopadzie 1866 doszło do wydarzenia, które wstrząsnęło europejską opinią publiczną: Turcy po parudniowym oblężeniu zdobyli klasztor Arkadi, będący ważnym ośrodkiem powstańczym. Oprócz 259 obrońców znajdowało się tam ok. 700 uchodźców. Po wdarciu się Turków do klasztoru obrońcy wysadzili magazyn prochu, powodując śmierć wielu napastników, obrońców i cywili.
Dysproporcja sił była znaczna, gdyż bierność mocarstw pozwoliła rządowi sułtańskiemu na zgromadzenie ostatecznie na wyspie wojsk liczących ok. 40 tys. żołnierzy, podczas gdy siły powstańcze liczyły jedynie ok. 6 tysięcy ludzi. Strategiczne znaczenie wyspy dla Turków zdecydowało o tym, że w październiku 1867 przybył tam wielki wezyr Mehmed Emin Ali Pasza i ostatecznie odzyskano panowanie nad wyspą. Natomiast rząd Grecji pod naciskiem mocarstw (przede wszystkim Wielkiej Brytanii) zmuszony był zaprzestać wspomagania powstańców, co przyczyniło się do ograniczenia walk i stopniowego upadku powstania. Decyzją konferencji paryskiej z 9 stycznia 1869 wyspę pozostawiono Turcji pod warunkiem nadania jej statusu terytorium autonomicznego.
Dopiero po wojnach bałkańskich Kreta stała się częścią państwa greckiego w 1913 roku.